# Lázi (Magyarország)

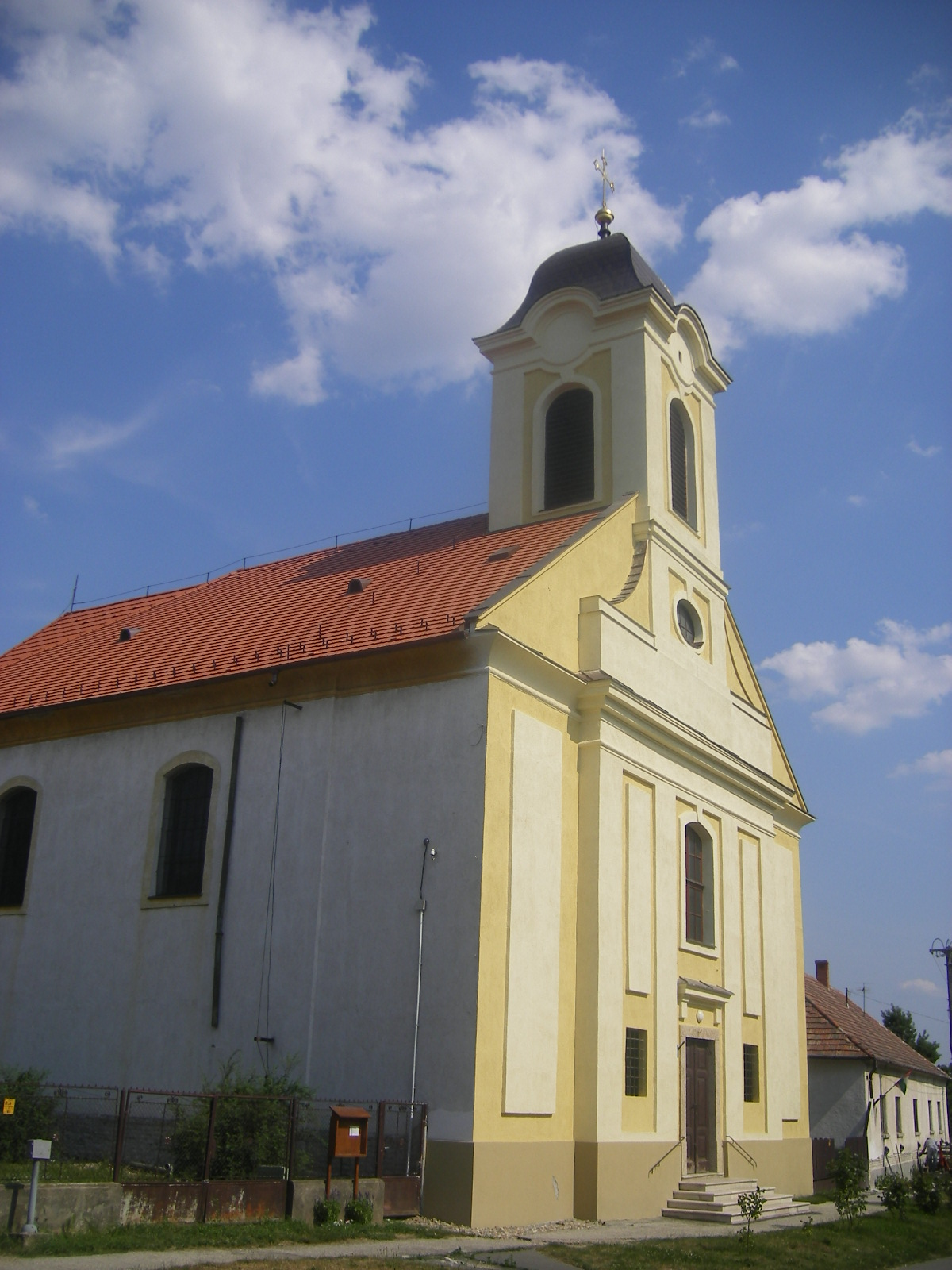
A római katolikus templom

Lázi község Győr-Moson-Sopron vármegyében, a Pannonhalmi járásban.

## Fekvése
A Bakony északkeleti, lankás dombokká szelídült lábainál fekszik. Szomszédai: észak felől Táp, északkelet felől Tápszentmiklós, délkelet felől Sikátor, dél felől Veszprémvarsány, délnyugat felől Románd, nyugat felől Bakonypéterd, északnyugat felől pedig Győrasszonyfa. Kelet felől a legközelebbi település Bakonybánk, de közigazgatási területeik kevés híján nem határosak egymással.

### Megközelítése
A község legfontosabb közúti megközelítési útvonala a Veszprémtől Győrig vezető 82-es főút, amely a nyugati határszélén húzódik. Központján, annak főutcájaként azonban csak egy alsóbbrendű út, a Kisbért a 82-essel összekötő 8218-as út halad végig.
A hazai vasútvonalak közül a Győr–Veszprém-vasútvonal és a már megszüntetett Környe–Pápa-vasútvonal nyomvonala is érinti, de működő megállóhelye egyiken sincs Lázinak, a legközelebbi vasúti csatlakozási lehetőség a győri vonal Veszprémvarsány vasútállomása, a központtól mintegy 3 kilométerre délnyugatra. [A pápai vonal Lázi megállóhelye a falu északi részén volt, valószínűleg a Petőfi Sándor utca vasúti átjárója mellett, 2007-ben zárták be és azóta már a létesítményeinek nagy részét is elbontották.]

## Története
Neve a korábban országszerte ismert és használt láz szóból származik, és a tisztás, rét, szénatermő hely, irtvány jelentésű szláv köznévből keletkezett. Régiségét nyelvünkben a 11. századi felbukkanása igazolja.
A falu története az íratlan évezredek homályába vész, de az írásos adatok is több mint 900 évesek. Egy 1083-ban keletkezett oklevélben említik először Lázi nevét, majd a 12. századtól egyre szaporodó adatokból bontakozik ki egy bakonyalji kis falu népének küzdelmes története.
A település és népe - kis megszakításokkal - mindig a pannonhalmi apátság birtoka volt. A 13. század derekán, 1240 körül jelentős településsé fejlődött. Egy korabeli leírásból tudjuk, hogy a faluban nem kevesebb, mint 147 ház állott, ami igen tekintélyesnek számít ebben az időben. A jobbágyokon, szolgákon kívül szakács, szűcs, udvarnok és bognár is lakott Láziban. Az iparosok sokfélesége és nagy száma arra enged következtetni, hogy nem elsősorban a falu népének, hanem az apátság igényeinek kielégítése volt feladatuk.
Mátyás király uralkodása idején a monostor többi birtokaival együtt Lázi is a király kezére kerül. Nem sokáig marad királyi birtok, II. Ulászló idejében az apátság visszakapja összes birtokát. A falu ebben az évszázadban is közepes nagyságúnak számított - a török pusztításokig. Az 1531. évi jegyzék szerint a lakosság erőteljesen szaporodott, de portáinak több mint felét már felégette a török. Ettől kezdve sanyarú sors várt Lázi lakóira is. Győri Mihály főapát az elmenekült vagy elpusztult lakosságot új telepítésekkel próbálta pótolni. A fejlődés csak néhány évig tartott, mert 1542-ben a falu összes lakója elmenekült a török elől. A falut fölégették, földúlták, a vetések és a szőlők elvadultak.
A vitalitás, az élni akarás azonban hamarosan visszatérésre késztette a lakosságot.Úgy tűnik, néhány évvel később már annyira kiheverték a csapást, hogy másokon is tudnak segíteni. 1575-ben ugyanis egy nagy tűzvész porig égette Pannonhalmát. Elpusztultak a lakóházak és a templom is. Fejérkövy István püspök mindenhonnan segítséget kér az újjáépítéshez. Az önkéntes adakozókat hosszú időre felmenti minden úrbéri fizetéstől. Lázi segítőkész népének mindenkorra elengedi a kilencedfizetést. Szinán pasa serege 1584-ben teljesen elpusztítja, letarolja a községet, pusztán marad 1608-ig. A falu lakói ekkor kezdenek ismét visszaszivárogni. A főapát a visszatelepülőknek 6 évi mentességet adott. A hat év leteltével rövid időre bérbe adják Lázit; az 1614-es portaösszeírás szerint a falu a Popel családé. Fél évtized múltával ismételten a Rend tulajdonában van. A török sereg harmadszor is földúlja Lázit, ismét pusztává téve a települést. A lakosok azonban a vész elmúltával megint visszaszivárognak és nagy hittel és még nagyobb erőfeszítéssel ismét újjáépítik falujukat. Az élet sokadszorra is győzedelmeskedik a pusztításokon. A szántóföldi, egyéves növények termesztése, az állattartás aránylag jobban "elviseli" a bizonytalan időket. Nem úgy a szőlő. A kipusztult szőlőket fáradságos munkával újra kell telepíteni, és az eredmény, a termés csak hosszú évek múlva jutalmazza a fáradozót. A lázi szőlőhegy 1720-ban még csak 25 kapás, és a lakosság ekkor is inkább a gyümölcsfák ápolásán munkálkodik.
A lélekszám most már egyenletesen szaporodik, velük együtt gazdagodik a falu. 1729-ben 57 jobbágygazda élt a településen, munkájukat 15 munkabíró fiú segítette. A gazdaságilag is rendezett állapotokat tükrözi, hogy a falunak malma is volt egy tavon. Az állattartást szolgálta a nem túl nagy területű rét, ami azonban jó évben ellátta a nyilván félrideg tartású állatokat téli takarmánnyal. A községben kocsma és mészárszék működött egész éven át. A látványosnak is nevezhető fejlődést az 1768-i úrbéri szabályozás is rögzítette. Nevezetesen ekkor már 26 1/2 telket állapítottak meg. Ebből 5 egészhelyes, 42 gazdának pedig félhelyes föld jutott, míg 21 házas- és 18 házatlan zsellér élt a faluban. Egész telekre 22 hold föld jutott, és 10 szekér szénatermő rét. Nem egészen húsz év múlva a telkek száma változatlan, ám a földterülete erőteljesen növekedett - nyilván az irtások révén. Ekkor - 1787-ben - már a "házmögötti föld" fogalma is fölbukkan, ami - vulgárisan - a mai "háztáji"-nak felel meg.
A falu építkezési módjáról, a lakóházakról keveset tudunk. A fenti, 1787-es úrbéri szabályozásban szó esik egy vendégfogadóról, ami már cseréppel fedett, míg az udvaron álló istállót zsindely takarta. Az urasági majorban volt egy "sárzott sövényfalas, nádas ház". Ugyanígy készült a szárnyas ól is. Nem járhatunk messze az igazságtól, ha feltételezzük, hogy a korábbi századokban ez a fajta építkezési mód lehetett az általános faluszerte ( 1937-ben még állt egy sövényfalú épület a faluban), míg a tetőfedő anyag a nád és a zsup volt. Szó esik továbbá egy téglaégető kemencéről, ami azonban - a téglavető házával együtt - romokban hever".
A falu határához tartozó erdők a 18. század végére, a 19. század elejére elfogytak lassan. A megmaradt erdő legeltetésre, makkoltatásra nemigen alkalmas, mert "igen sűrű". Ekkor már két tó is van a falu határában: az egyiket a patak alakította ki, erről 620 kéve nádat aratnak, míg a másik a péterdi határ közelében - 468 kévét ad.
A 19. század közepén az erdő java részét kiirtották, bevetették. Csendesen, dolgos munkával folytak az évek: még a jobbágyfelszabadítás, az úrbériség megváltása is csendben zajlott.
1874-ben szinte az egész falu leégett, az újjáépítéshez 60 000 forintot vettek föl, aminek törlesztése évtizedekre tönkretette a falu lakóit.
A robotos hétköznapokat a ritka ünnepek könnyítették, színesítették. A rég eltűnt népviseletből már csak a nők igen finom, aprólékos fehér lyukhímzésű váll- és fejkendői, keszkenői maradtak hírmondónak.
Népszokásaik közül - a környező falvakra is jellemző - lucázás, karácsonyi pásztorköszöntés, betlehemezés és a tavaszi ünnepkör hagyományai érdemelnek említést. A virágvasárnap megszenteltetett barkának gonoszűző, bajelhárító, sőt gyógyító erőt tulajdonítottak. A sonkát, tojást, kalácsot, tormát, sót húsvét napján szentelték meg. A szentelt ételek morzsáit a szántóföldeken szórták szét a bőséges termés reményében.
A gazdasági év kezdetének évszázadok óta Szent György napját (április 24.) tartották. A szokás része az ünnepélyes állatkihajtás volt, amit mágikus cselekedetek kísértek.
Lázi lakóinak népszokásai egyaránt kötődnek a Bakony, illetve a Kisalföld térségének szokásaihoz, mintegy átmenetet, összekötő kapcsot jelentve a kettő között.
1999-ben került át Veszprém megyéből Győr-Moson-Sopron megyébe.

## Közélete

### Polgármesterei
- 1990–1994: Kemény Ferenc (független)[4]
- 1994–1998: Kristóf Ferenc (független)[5]
- 1998–2002: Kristóf Ferenc (független)[6]
- 2002–2006: Válintné Fekete Teréz (független)[7]
- 2006–2008: Válintné Fekete Teréz (független)[8]
- 2008–2010: Makkné Somjai Nóra (független)[9]
- 2010–2014: Makkné Somjai Nóra (független)[10]
- 2014–2019: Kajtár József (független)[11]
- 2019–2024: Kajtár József (független)[12]
- 2024– : Pleszingerné Takács Szilvia (független)[1]

A településen 2008. november 9-én időközi polgármester-választást (és képviselő-testületi választást) tartottak, az előző képviselő-testület önfeloszlatása miatt. A választáson feltehetőleg a hivatalban lévő faluvezető is indult [bár ezen választás dokumentumaiban asszonynév nélkül említve szerepel a neve], ám kis különbséggel alulmaradt egyetlen kihívójával szemben.

## Népesség
A település népességének változása:
| Lakosok száma | 584  | 562  | 558  | 526  | 514  | 510  | 507  |
|               | 2013 | 2014 | 2015 | 2021 | 2022 | 2023 | 2024 |

A 2011-es népszámlálás során a lakosok 80,2%-a magyarnak, 0,5% bolgárnak, 1% németnek mondta magát (19,7% nem nyilatkozott; a kettős identitások miatt a végösszeg nagyobb lehet 100%-nál). A vallási megoszlás a következő volt: római katolikus 67,7%, református 1,9%, evangélikus 1,6%, görögkatolikus 0,7%, izraelita 0,2%, felekezeten kívüli 2,4% (25,2% nem nyilatkozott).
2022-ben a lakosság 90,1%-a vallotta magát magyarnak, 0,4% ukránnak, 0,2% németnek, 0,2% bolgárnak, 0,2% románnak, 0,2% szlováknak, 1,8% egyéb, nem hazai nemzetiségűnek (9,9% nem nyilatkozott; a kettős identitások miatt a végösszeg nagyobb lehet 100%-nál). Vallásuk szerint 39,1% volt római katolikus, 2,9% református, 1% evangélikus, 0,4% görög katolikus, 0,6% egyéb keresztény, 1,9% egyéb katolikus, 8,9% felekezeten kívüli (45,1% nem válaszolt).

## Nevezetességei
- Római katolikus templom
- Hősi emlékmű